# Jim Brogan
Jim Brogan (Glasgow, 1944. június 5. – 2018. szeptember 24.) válogatott skót labdarúgó, hátvéd.

## Pályafutása

### Klubcsapatban
1963 és 1975 között a Celtic labdarúgója volt. Kilenc skót bajnoki címet és hét kupagyőzelmet nyert a csapattal. Tagja volt az 1966–67-es idényben BEK-győztes együttesnek, de a döntőn nem lépett pályára. Az 1969–70-es idényben ismét BEK-döntőig jutott a csapattal és a milánói döntőn is szerepelt, de a holland Feyenoordtól 2–1-re kikaptak. 1975–76-ban az angol Coventry City játékosa volt. 1976 és 1978 között az Ayr United csapatában szerepelt és itt fejezte be az aktív labdarúgást.

### A válogatottban
1971-ben négy alkalommal szerepelt a skót válogatottban.

## Sikerei, díjai
Celtic
- Skót bajnokság
  - bajnok (9): 1965–66, 1966–67, 1967–68, 1968–69, 1969–70, 1970–71, 1971–72, 1972–73, 1973–74
- Skót kupa
  - győztes (7): 1965, 1967, 1969, 1971, 1972, 1974, 1975
- Bajnokcsapatok Európa-kupája (BEK)
  - győztes: 1966–67
  - döntős: 1969–70